# Ausflugsfahrt
Ausflugsfahrten sind allgemein eine Form des Gelegenheitsverkehrs mit Wasser- oder Kraftfahrzeugen.
Letztere definiert für den Straßenverkehr in Deutschland § 48 Abs. 1 das Personenbeförderungsgesetzes (PBefG). Demnach handelt es sich hierbei um Fahrten, deren Ablauf (im Gegensatz zum Mietwagenverkehr) vom Unternehmen vorgegeben und bestimmt wird, wie etwa bei sogenannten „Kaffeefahrten“. Die Fahrgäste müssen an den Ausgangsort ihrer Fahrt zurückgebracht werden. Das ursprüngliche Unterwegsbedienungsverbot nach § 48 Absatz 3 wurde allerdings mit der Novellierung des PBefG zum 1. Januar 2013 aufgehoben. Seitdem ist ein Wechsel in der Zusammensetzung der Reisenden unterwegs erlaubt, wobei allerdings weiterhin die Passagiere an ihren jeweiligen Ausgangsort zurückbefördert werden müssen. Der bisherige Begriff „Rundfahrt mit geschlossenen Türen“ ist allerdings nicht mehr gültig. Im Gegensatz zum Linienverkehr besteht bei einer Ausflugsfahrt keine Beförderungspflicht für den Anbieter.